# Коле Карино (Фрозиноне)
Коле Карино је насеље у Италији у округу Фрозиноне, региону Лацио.
Према процени из 2011. у насељу је живело 237 становника. Насеље се налази на надморској висини од 473 м.